# Brigitte Lefèvre
Pour les articles homonymes, voir Lefèvre.
Scènes principales
Opéra de Paris
Brigitte Lefèvre, née le 15 novembre 1944, est une ancienne danseuse et chorégraphe française et directrice de la danse de l'Opéra de Paris de 1995 à 2014.

## Biographie
À l'âge de 8 ans, elle entre à l'école de danse de l'Opéra de Paris et intègre le corps de ballet en 1963 à 18 ans.
Elle suit notamment les enseignements de Serge Peretti, Yvette Chauviré, Serge Perrault et Raymond Franchetti, et interprète le grand répertoire classique ainsi que les œuvres de George Balanchine, Roland Petit, Maurice Béjart, Michel Descombey et Gene Kelly.
Brigitte Lefèvre est promue sujet du ballet de l'Opéra de Paris.
En 1972, elle quitte le Ballet de l'Opéra de Paris pour fonder, avec Jacques Garnier, le Théâtre du Silence, implanté à La Rochelle en 1974.
Brigitte Lefèvre crée alors :
- Ceci est cela,
- Traversée,
- Seul, en collaboration avec Philippe Besombes pour la musique,
- Microcosmos, sur une musique de Béla Bartok,
- Un certain temps, sur une musique de Terry Riley.

En 1985, elle est engagée comme inspectrice de la danse au ministère de la Culture et devient, deux ans plus tard, la première déléguée à la danse. Administratrice de l'opéra Garnier en 1992, elle est nommée directrice adjointe en 1994.
En 1995, Brigitte Lefèvre est nommée directrice de la danse à la tête du ballet de l'Opéra national de Paris, fonction qu'elle va occuper pendant 19 ans. Seul Serge Lifar est resté plus longtemps à ce poste.
Sous sa direction grandissent les étoiles Manuel Legris, Laurent Hilaire, Nicolas Le Riche et Aurélie Dupont.
En tant que directrice de ballet, Brigitte Lefèvre poursuit une politique d'ouverture avec des représentations de grands chorégraphes invités, William Forsythe, Mats Ek, Pina Bausch, Pierre Lacotte, Angelin Preljocaj, Sacha Waltz, Saburo Teshigawara et John Neumeier,,.
Elle a nommé plus d'une dizaine des étoiles,,, comme Aurélie Dupont le 31 décembre 1998.
Brigitte Lefèvre se caractérise par ses relations personnelles et sa discrétion. Elle décrit son importance quant au ballet de l'Opéra de Paris en disant qu'elle n'est rien, mais qu'elle est indispensable.
Elle incite  en 2002 Cédric Klapisch à filmer Aurélie Dupont, sa danseuse étoile la plus connue. C'est ainsi que celui-ci tourne entre 2006 et 2009 le film Aurélie Dupont, l'espace d'un instant.
En 2012, elle est interviewée sur ses activités et sa philosophie en tant que directrice du ballet,,,.
Le 31 octobre 2014, Brigitte Lefèvre quitte son poste en tant que directrice du ballet de l'Opéra de Paris. Benjamin Millepied lui succède,,.
En 2013, une année avant de quitter ses fonctions de directrice de la danse du Ballet de l'Opéra national de Paris, Brigitte Lefèvre est nommée directrice artistique du Festival de danse de Cannes, succédant ainsi à Frédéric Flamand. En décembre de la même année, elle devient également présidente de l'Orchestre de chambre de Paris.
En 2014, elle entre au conseil d'administration de la Biennale de Lyon.

## Vie privée
Mariage le 13 mars  1974 avec l’acteur Pierre Vernier . Ils  divorceront quelques années plus tard.Lors d'une tournée en Amérique du Sud, elle rencontre le producteur et futur directeur de théâtres Olivier Meyer, avec qui  le 14 juillet 1982 elle se marie. De leur union nait leur fille Mathilde

## Distinctions
- En mars 2008, elle est nommée membre de la commission présidée par Hugues Gall et chargée par Christine Albanel, ministre de la Culture, de pourvoir le poste de directeur de la Villa Médicis à Rome.
- Prix du syndicat de la critique 2022 : Prix de la personnalité chorégraphique de l'année

## Décorations
- Commandeure de la Légion d'honneur. Elle est nommée chevalière le 8 avril 1998[15] pour récompenser ses 38 ans d'activités professionnelles. Elle est promue officière le 31 décembre 2006[16], et commandeure le 12 juillet 2013[17].
- Grande officière de l'ordre national du Mérite. Elle est nommée chevalière le 24 juin 1993[18] pour récompenser ses 30 ans d’activités professionnelles. Elle est promue officière le 14 novembre 2003[19], puis commandeure le 14 mai 2010[20], puis grande officière le 31 décembre 2020 [21].
- Commandeure de l'ordre des Arts et des Lettres. Elle est nommée commandeure le 24 novembre 1994[22].